# デセルピジン
デセルピジン(Deserpidine)は、インドジャボク属に含まれるレセルピンに似た高血圧治療薬である。